# Warre Vangheluwe
Warre Vangheluwe (født 23. juli 2001 i Tielt) er en cykelrytter fra Belgien, der er på kontrakt hos Soudal Quick-Step.